# قصه‌خوان

## قصه‌خوانی یا نقالی
در گذشته قصه خوانی از جمله شغلهای رایج بوده است. ابن ندیم داستان‌سرایی را به اسکندرمقدونی نسبت داده است. گویا کهن‌ترین نمونه از قصه‌گویی که در دست است، داستان‌سرایی بیدپای برهمن برای دابشلیم، رای هندوستان است.
در جامعه اسلامی کار قصه‌گو در برخی دوره‌ها به عنوان شغل مورد نظر بوده است و در کتابهایی که درباره وظایف اجتماعی طبقات مختلف نوشته شده (همچون معیدالنعم سبکی)، وظیفه قصه‌گویان شرح داده شده است. 
از ضرب‌المثل اَلقاصُ لا یُحِبُّ القاص چنین برمی‌آید که از حدود قرن چهارم هجری و شاید قبل از آن، در جوامع اسلامی تعداد قصه‌گویان به حدی بوده است که در کنار هم یا در اماکنی نزدیک به یکدیگر به قصه‌گویی و رقابت می‌پرداخته‌اند.
قصه‌خوانان در دوره صفویه، داستانهای رموز حمزه، ابومسلم‌نامه، اسکندرنامه و شاهنامه را برای مردم می‌گفته‌اند. عبدالنبی فخرالزمانی به سبب علاقه بسیار جلال‌الدین اکبر پادشاه هندوستان، کتابی در آداب نقالی و قصه‌خوانی به نام دستورالفصی تألیف کرده است (خصوصاً در آداب روایت قصه امیرحمزه) امروزه اثری از این کتاب نیست.
واعظ کاشفی قصه‌خوانی را به دو بخش تقسیم کرده: حکایت‌گویی و نظم‌خوانی و درباره ابزار کار قصه‌خوانان گفته است:
اگر پرسند که مخصوص قصه‌خوانان چیست، بگوی صندلی.

## توضیحات
1. ↑  در الفهرست
2. ↑  داستانهای پنجه تنتره یا کلیله و دمنه
3. ↑  قصه‌گو، قصه‌گو را دوست ندارد.
4. ↑  رجوع کنید به دائرةالمعارف مصاحب
5. ↑  نویسنده تذکره میخانه
6. ↑  مجله انجمن فرهنگ باستان
7. ↑  فتوت‌نامه